# Bosebo socken
Bosebo socken i Småland ingick i Västbo härad i Finnveden, uppgick 1952 i Gislaveds köping och området ingår sedan 1971 i Gislaveds kommun i Jönköpings län och motsvarar från 2016 Bosebo distrikt.
Socknens areal är 33,10 kvadratkilometer, varav land 27,82. År 2000 fanns här 167 invånare. Sockenkyrkan Bosebo kyrka ligger i socknen. 

## Administrativ historik
Bosebo socken har medeltida ursprung.
Vid kommunreformen 1862 övergick socknens ansvar för de kyrkliga frågorna till Bosebo församling och för de borgerliga frågorna till Bosebo landskommun.  Landskommunen inkorporerades 1952 i Gislaveds köping, som sedan 1971 ombildades till Gislaveds kommun.
1 januari 2016 inrättades distriktet Bosebo, med samma omfattning som församlingen hade 1999/2000.  
Socknen har tillhört samma fögderier och domsagor som Västbo härad. De indelta soldaterna tillhörde Jönköpings regemente, Södra Västbo kompani.

## Geografi
Bosebo socken ligger vid Västgötagränsen. Socknen är en småkuperad sjö- och mossrik skogsbygd. De största insjöarna är Majsjön som delas med Våthults socken och Sävsjön som delas med Burseryds socken.
En sätesgård var Bollbynäs säteri.

## Fornminnen
Flera stenåldersboplatser utmed vattendragen och flera gravrösen från bronsåldern finns här. En offerkälla, Sisslekällan finns här också.

## Befolkningsutveckling
Befolkningen ökade från 242 1810 till 353 1880 varefter den med några variationer minskade till 139 1980. 1990 hade folkmängden stigit till 150 invånare.

## Namnet
Namnet (1502 Boseboda), taget från kyrkbyn, har förledet namnet mansnamnet Bose och efterledet boda, bodar.